# Sylwester Lusiusz
Sylwester Lusiusz (ur. 18 września 1999 w Brzozowie) – polski piłkarz występujący na pozycji pomocnika. w 2019 roku występował w młodzieżowej reprezentacji Polski U-21.

## Kariera juniorska

### Cracovia
1 lipca 2015 przeszedł do juniorskiej drużyny Cracovii, w której zadebiutował 6 marca 2016 w meczu CLJ przeciwko Stali Mielec U19 (1:2). Pierwszą bramkę zdobył 30 października 2016 w meczu CLJ przeciwko Neptunowi Końskie U19 (6:0).

## Kariera klubowa

### Cracovia
14 lipca 2017 został przeniesiony do pierwszego zespołu drużyny Cracovii, w której zadebiutował 9 sierpnia 2017 w meczu Pucharu Polski przeciwko GKS-owi Tychy (1:1, k. 1:4). W Ekstraklasie zadebiutował 25 sierpnia 2017 w meczu przeciwko Śląskowi Wrocław (2:1). 19 lutego 2020 przedłużył kontrakt z klubem do czerwca 2024.

### Sandecja Nowy Sącz (wyp.)
2 sierpnia 2022 roku został wypożyczony do I-ligowej Sandecji Nowy Sącz, do końca sezonu 2022/2023.

## Kariera reprezentacyjna

### Polska U-19
W 2017 otrzymał powołanie do reprezentacji Polski U-19, w której zadebiutował 8 czerwca 2017 w meczu towarzyskim przeciwko reprezentacji Ukrainy U-19 (2:0).

### Polska U-20
W 2019 otrzymał powołanie do reprezentacji Polski U-20, w której zadebiutował 5 września 2019 w meczu U20 Elite League przeciwko reprezentacji Włoch U-20 (2:0).

### Polska U-21
W 2019 otrzymał powołanie do reprezentacji Polski U-21, w której zadebiutował 15 listopada 2019 w meczu eliminacji do Mistrzostw Europy U-21 2021 przeciwko reprezentacji Bułgarii U-21 (3:0).

## Statystyki

### Klubowe
(aktualne na dzień 7 sierpnia 2020)
| Klub               | Sezon              | Liga               | Liga  | Liga   | Puchar kraju | Puchar kraju | Suma  | Suma   |
| Klub               | Sezon              | Liga               | Mecze | Bramki | Mecze        | Bramki       | Mecze | Bramki |
| ------------------ | ------------------ | ------------------ | ----- | ------ | ------------ | ------------ | ----- | ------ |
| Cracovia           | 2017/18            | Ekstraklasa        | 2     | 0      | 2            | 0            | 4     | 0      |
| Cracovia           | 2018/19            | Ekstraklasa        | –     | –      | –            | –            | –     | –      |
| Cracovia           | 2019/20            | Ekstraklasa        | 26    | 0      | 3            | 0            | 29    | 0      |
| Cracovia           | Ogólnie            | Ogólnie            | 28    | 0      | 5            | 0            | 33    | 0      |
| Ogólnie w karierze | Ogólnie w karierze | Ogólnie w karierze | 28    | 0      | 5            | 0            | 33    | 0      |

### Reprezentacyjne
(aktualne na dzień 7 sierpnia 2020)
| Reprezentacja | Rok     | Mecze | Bramki |
| ------------- | ------- | ----- | ------ |
| Polska U-19   | 2017    | 2     | 0      |
| Ogólnie       | Ogólnie | 2     | 0      |
| Polska U-20   | 2019    | 2     | 0      |
| Ogólnie       | Ogólnie | 2     | 0      |
| Polska U-21   | 2019    | 2     | 0      |
| Ogólnie       | Ogólnie | 2     | 0      |

| Mecze i gole w reprezentacji | Mecze i gole w reprezentacji | Mecze i gole w reprezentacji | Mecze i gole w reprezentacji | Mecze i gole w reprezentacji | Mecze i gole w reprezentacji | Mecze i gole w reprezentacji |
| Reprezentacja U-19           | Reprezentacja U-19           | Reprezentacja U-19           | Reprezentacja U-19           | Reprezentacja U-19           | Reprezentacja U-19           | Reprezentacja U-19           |
| Lp.                          | Data                         | Miejsce                      | Przeciwnik                   | Wynik                        | Gol                          | Rozgrywki                    |
| ---------------------------- | ---------------------------- | ---------------------------- | ---------------------------- | ---------------------------- | ---------------------------- | ---------------------------- |
| 1.                           | 08.06.2017                   | Szczasływe, Ukraina          | Ukraina U-19                 | 2:0                          |                              | Mecz towarzyski              |
| 2.                           | 10.06.2017                   | Szczasływe, Ukraina          | Ukraina U-19                 | 0:0                          |                              | Mecz towarzyski              |
| Reprezentacja U-20           |                              |                              |                              |                              |                              |                              |
| Lp.                          | Data                         | Miejsce                      | Przeciwnik                   | Wynik                        | Gol                          | Rozgrywki                    |
| 1.                           | 05.09.2019                   | Caldiero, Włochy             | Włochy U-20                  | 2:0                          |                              | U20 Elite League             |
| 2.                           | 09.09.2019                   | Rzeszów, Polska              | Portugalia U-20              | 0:1                          |                              | U20 Elite League             |
| Reprezentacja U-21           |                              |                              |                              |                              |                              |                              |
| Lp.                          | Data                         | Miejsce                      | Przeciwnik                   | Wynik                        | Gol                          | Rozgrywki                    |
| 1.                           | 15.11.2019                   | Sofia, Bułgaria              | Bułgaria U-21                | 3:0                          |                              | el. ME U-21                  |
| 2.                           | 18.11.2019                   | Podgorica, Czarnogóra        | Czarnogóra U-21              | 1:0                          |                              | Mecz towarzyski              |

## Sukcesy
Cracovia
- Puchar Polski (1×): 2019/2020

## Życie prywatne
Jego bracia Mateusz (ur. 1998) i Gabriel (ur. 2001) także zostali piłkarzami.